# امیلیو لونگی
امیلیو لونگی (انگلیسی: Emilio Lunghi; ۱۶ مارس ۱۸۸۷ – ۲۷ سپتامبر ۱۹۲۵) ورزشکار دو و میدانی اهل پادشاهی ایتالیا بود.
وی در مسابقات کشوری و بین‌المللی در مجموع برندهٔ ۱ مدال نقره شده‌است.